# Vrécourt
Vrécourt település Franciaországban, Vosges megyében. Lakosainak száma 349 fő (2022. január 1.). Vrécourt Chaumont-la-Ville, Graffigny-Chemin, Soulaucourt-sur-Mouzon, Robécourt, Saint-Ouen-lès-Parey, Sauville és Urville községekkel határos.

## Népesség
A település népessége az elmúlt években az alábbi módon változott:
| Lakosok száma | 360  | 375  | 386  | 370  | 361  | 351  | 352  | 350  | 349  |
|               | 2013 | 2015 | 2016 | 2017 | 2018 | 2019 | 2020 | 2021 | 2022 |